# Dziewczyny i miłość
Dziewczyny i miłość – serial, a także książka autorstwa Jacqueline Wilson opowiadająca o typowych problemach nastolatek. Główną bohaterką jest Ellie Allard (Olivia Hallinan). W serialu występuje również Nadine (Amy Kwolek) i Magda (Zaraah Abrahams), najlepsze przyjaciółki Ellie.

## Bohaterowie
- Ellie Allard
- Nadine Foster
- Magda Barton
- Mark Allard – tata Ellie.
- Anna – macocha Ellie.
- Jajek (Benedykt) Allard – przyrodni brat Ellie.
- Dan Keli – kolega Ellie (były chłopak Ellie).
- Russell – pierwszy, prawdziwy chłopak Ellie.
- Liam – chłopak Nadine (pierwszy sezon).
- Greg – chłopak Magdy (pierwszy sezon).
- Pan Windsor – nauczyciel plastyki.
- Natasza Foster – młodsza, dokuczająca wszystkim, podlizująca się matce siostra Nadine.
- Panna Henderson – wychowawczyni Ellie, Magdy i Nadine nazywana "smoczycą".
- Darius – chłopak Ellie (drugi sezon), były chłopak Magdy.

## Krótki opis
Serial przedstawia perypetie czternastoletniej Ellie oraz jej dwóch przyjaciółek (Nadine i Magdy). Dziewczyny przeżywają liczne wzloty i upadki, zawsze jednak mogą na siebie liczyć. Przyjaźń jest przecież najważniejsza. Dziewczyny spędzają ze sobą wiele czasu – na imprezach, wyjazdach, zakupach i ich ulubionych restauracjach. Łamią zakazy narzucane przez troskliwych rodziców i nie raz kończy to się niemiło. Między nimi dochodzi do różnych spięć, lecz z każdej sytuacji udaje im się wybrnąć. Przyjaźń tych niezwykłych dziewczyn jest silna i nikt ani nic nie jest w stanie tego zepsuć. Dziewczyny mają różne problemy – zrywają z chłopakami, mają problemy w domu. Po wszystkich tych problemach one wspierają się nawzajem. Serial tłumaczy nam, co tak naprawdę znaczy słowo "przyjaźń".

## Wersja polska
Opracowanie i udźwiękowienie wersji polskiej: na zlecenie ZigZap – Studio Sonica
Reżyser: Miriam Aleksandrowicz
Dialogi: Joanna Kuryłko
Dźwięk i montaż: Zdzisław Zieliński
Organizacja produkcji: Elżbieta Kręciejewska
Wystąpili:
- Magdalena Karel – Ellie
- Kamilla Baar – Nadine
- Magdalena Różczka – Magda

oraz
- Agnieszka Matysiak – Panna Henderson
- Izabella Bukowska – Anna
- Jacek Kopczyński – Mark
- Mateusz Damięcki – Darius
- Aleksander Czyż – Dan
- Jan Aleksandrowicz
- Katarzyna Ankudowicz
- Katarzyna Glinka
- Robert Wabich
- Robert Olech
- Mariusz Oborski

i inni

## Spis odcinków
| Premiera odcinka | N/o | Polski tytuł                                     | Angielski tytuł                  |
| ---------------- | --- | ------------------------------------------------ | -------------------------------- |
|                  |     |                                                  |                                  |
| SERIA PIERWSZA   |     |                                                  |                                  |
|                  |     |                                                  |                                  |
| 16.10.2004       | 01  | Moje wielkie kłamstwo                            | My big Lie                       |
|                  |     |                                                  |                                  |
| 23.10.2004       | 02  | Robię się krnąbrna                               | Getting Lippy                    |
|                  |     |                                                  |                                  |
| 30.10.2004       | 03  | Jak wyglądać na osiemnastolatkę                  | How to Look Eighteen             |
|                  |     |                                                  |                                  |
| 06.11.2004       | 04  | Rzucić chłopaka                                  | Drop the Boy                     |
|                  |     |                                                  |                                  |
| 13.11.2004       | 05  | Wyrazić siebie                                   | Express Yourself                 |
|                  |     |                                                  |                                  |
| 20.11.2004       | 06  | Po szczęśliwym zakończeniu                       | After the Happy Ending           |
|                  |     |                                                  |                                  |
| 27.11.2004       | 07  | Kukułka w gnieździe                              | Cuckoo in the Nest               |
|                  |     |                                                  |                                  |
| 04.12.2004       | 08  | Jestem gruba                                     | Does My Face Look Fat?           |
|                  |     |                                                  |                                  |
| 11.12.2004       | 09  | Dziewczyny wyrównują rachunki                    | Girls Get Ever                   |
|                  |     |                                                  |                                  |
| 18.12.2004       | 10  | Dziewczyny późno wracają                         | Girls out Late                   |
|                  |     |                                                  |                                  |
| 25.12.2004       | 11  | Dwoje to załoga                                  | Two's Company                    |
|                  |     |                                                  |                                  |
| 01.01.2005       | 12  | Sekretny pamiętnik Ellie Allard                  | The Secret Diary of Ellie Allard |
|                  |     |                                                  |                                  |
| 08.01.2005       | 13  | Dziewczyny w tarapatach                          | Girls in Trouble                 |
|                  |     |                                                  |                                  |
| SERIA DRUGA      |     |                                                  |                                  |
|                  |     |                                                  |                                  |
| 16.04.2005       | 14  | Urodzinowa dziewczyna                            | Birthday Girl                    |
|                  |     |                                                  |                                  |
| 23.04.2005       | 15  | Życiowe doznanie                                 | Life Experience                  |
|                  |     |                                                  |                                  |
| 30.04.2005       | 16  | Wielkie słowo                                    | The L-World                      |
|                  |     |                                                  |                                  |
| 07.05.2005       | 17  | Niewybaczalne                                    | The Unforgiven                   |
|                  |     |                                                  |                                  |
| 14.05.2005       | 18  | Młode, utalentowane i samotne                    | Young, Gifted and Single         |
|                  |     |                                                  |                                  |
| 21.05.2005       | 19  | Chłopak na piątek                                | Her Boy Friday                   |
|                  |     |                                                  |                                  |
| 28.05.2005       | 20  | Zauroczenie                                      | The Crush                        |
|                  |     |                                                  |                                  |
| 04.06.2005       | 21  | Czynnik ex                                       | The Ex-Factor                    |
|                  |     |                                                  |                                  |
| 11.06.2005       | 22  | Eksperyment                                      | The Experiment                   |
|                  |     |                                                  |                                  |
| 18.06.2005       | 23  | Na wojnie i w miłości wszystkie chwyty dozwolone | All's Fair in Love and War       |
|                  |     |                                                  |                                  |
| 25.06.2005       | 24  | Większa perspektywa                              | The Bigger Picture               |
|                  |     |                                                  |                                  |
| 02.07.2005       | 25  | Dziecięce smutki                                 | Baby Blues                       |
|                  |     |                                                  |                                  |
| 09.07.2005       | 26  | Prawdziwa miłość                                 | True Romance                     |
|                  |     |                                                  |                                  |
| FILM             |     |                                                  |                                  |
|                  |     |                                                  |                                  |
|                  | F1  |                                                  | Girls in Tears                   |
|                  |     |                                                  |                                  |